# دينغ يابينغ
دينغ يابينغ (بالصينية: 邓亚萍) (دينغ يابينغ) هي لاعبة أولمبية لرياضة تنس الطاولة من الصين. شاركت في الأولمبياد الصيفي في 1992–1996، وفازت بما مجموعه 4 ميداليات.

## الميداليات
| ذهب | فضة | برونز | المجموع |
| 4   | 0   | 0     | 4       |

## روابط خارجية
- دينغ يابينغ على موقع اللجنة الأولمبية الدولية (الإنجليزية)
- دينغ يابينغ على موقع أوليمبيديا (الإنجليزية)
- دينغ يابينغ على موقع اللجنة الأولمبية الصينية (الإنجليزية)